# Lunada Bay
Lunada Bay est une baie de la municipalité de Palos Verdes Estates aux États-Unis, réputée pour être un spot propice au surf de grosses vagues. 

## Géographie
La baie est située au sud de Los Angeles, dans la partie sud de Palos Verdes Estates, et est orientée vers le sud-ouest. La baie est située en contrebas d'une falaise de 75 mères et n'est accessible que par un chemin de terre.

## Localisme
Dès les années 1960 et la popularisation du surf, les pratiquants locaux se sont montrés hostiles aux visiteurs et au fil des années, Lunada Bay a été reconnue comme plage la plus « interdite » de Californie du Sud. En 1991, le Los Angeles Times rapporte que des surfeurs extérieurs se rendant à Lunada Bay sont la cible de jets de pierres et que leurs véhicules sont vandalisés. En 1996, un groupe de surfeurs entame les démarches pour porter le conflit en justice, mais le procès est annulé après qu'un membre d'un groupe de surfeurs de Palos Verdes, les Bay Boys, verse 15 000 $ pour régler le différend.
En avril 2016, une action collective est lancée pour les mêmes faits. Elle cible un groupe de surfeurs ainsi que la municipalité accusée de ne pas faire le nécessaire pour faire cesser cette privatisation de l'espace public.